# Accidente ferroviario de Quilmes de 1982
El accidente ferroviario de Quilmes de 1982 fue un incidente que se produjo entre dos formaciones de pasajeros y ocurrió a un kilómetro de la estación Quilmes, en la localidad homónima.

## Hechos
La tragedia ocurrió cuando un tren de pasajeros procedente de Bosques y otro procedente de La Plata, que se dirigían a Plaza Constitución, chocaron a las 18:50.
El convoy N° 3818, procedente de la estación Bosques y que se dirigía a Constitución, estuvo detenido aproximadamente media hora a unas 10 cuadras de distancia de la estación Quilmes, por un desperfecto y esperando la señal para poder ingresar a dicha estación. Esta formación tenía su máquina en la parte posterior (Sistema Push-Pull).
El otro convoy que embistió al 3818, fue el rápido N° 3822 que proveniente de La Plata, también se dirigía a Plaza Constitución. El conductor del rápido no habría podido advertir la presencia del tren detenido, debido a una pronunciada curva que se encuentra a unos 500 metros antes del lugar donde se produjo la catástrofe.
La cantidad de víctimas se debió a que el rápido también circulaba con una locomotora en la parte posterior. Es decir, que chocó a la máquina del procedente de Bosques, con su primer coche, donde existe una pequeña cabina desde donde es conducido. 
A pesar de que el maquinista del rápido advirtió una inminente colisión, fueron muy pocos los pasajeros que pudieron correr hacia el segundo coche, debido a que el tren venia lleno y los pasillos estaban colmados de viajantes. 
Como consecuencia del fuerte impacto, el primer coche del rápido, luego de colisionar con la locomotora del otro convoy, se deslizó desprendiéndose la carrocería del chasis, se elevó y se incrustó sobre una pared y un tren de carga ubicado detrás de la misma. 
La pared y el tren de carga, ubicados sobre el lado oeste, actuaron de amortiguador y ayudaron a que el primer coche no siguiera su alocada marcha. Finalmente, el primer vehículo del rápido, quedó reducido a la mitad de su tamaño.
Como consecuencia del impacto, 20 personas murieron y otras 70 resultaron con heridas de distinta gravedad.